# Vanessa Bernauer
Vanessa Bernauer (Zurigo, 23 marzo 1988) è un'ex calciatrice svizzera, di ruolo centrocampista. Ha giocato 91 partite con la maglia della nazionale svizzera, venendo inclusa nella rosa per un campionato europeo ed un campionato mondiale.

## Carriera

### Nazionale
Bernauer inizia ad essere convocata dall'Associazione Svizzera di Football dai primi anni duemila, inizialmente nella formazione Under-17, ma è con l'Under-19 che disputa il suo primo impegno ufficiale UEFA. Inserita in rosa con la squadra che affronta le qualificazioni all'Europeo di Ungheria 2005, debutta il 21 settembre 2004, nell'incontro dove la sua nazionale si impone con il risultato di 5-0 sulle avversarie pari età della Grecia. Ottenuto l'accesso alla fase finale, condivide con le compagne il percorso che vede la Svizzera perdere due dei tra incontri della fase a gironi, andando a segno nel secondo incontro con la Germania dove, al 50', porta sul 2-2 il parziale, poi terminato 5-2 per le tedesche. L'unica vittoria sulle padrone di casa dell'Ungheria è ininfluente e lei e la squadra devono lasciare il torneo, non prima però di disputare la partita che decide la quarta classificata al Mondiale Under-20 di Russia 2006.
Rimane in rosa anche per la successiva edizione di Svizzera 2006, riproponendo il percorso del torneo precedente che si conclude, ad accesso acquisito, con l'eliminazione già alla fase a gironi.
Grazie alla vittoria per 2-1 sull'Inghilterra under 19 a Ungheria 2005, la Svizzera ottiene l'accesso a Russia 2006, con Bernauer inserita nelle rosa delle convocate con la formazione Under-20. In quell'occasione la squadra non riesce a trovare la necessaria competitività e, perdendo tutti e tre gli incontri della fase a gironi, viene eliminata dal torneo.
Sempre del 2006 è il suo debutto nella nazionale maggiore, convocata in occasione dell'amichevole del 25 febbraio con la Danimarca e dove all'82' rileva Flavia Schwarz.

## Statistiche

### Presenze e reti nei club
| Stagione         | Squadra          | Campionato       | Campionato | Campionato | Coppe nazionali | Coppe nazionali | Coppe nazionali | Coppe continentali | Coppe continentali | Coppe continentali | Altre coppe | Altre coppe | Altre coppe | Totale | Totale | Totale |
| Stagione         | Squadra          | Comp             | Pres       | Reti       | Comp            | Pres            | Reti            | Comp               | Pres               | Reti               | Comp        | Pres        | Reti        | Pres   | Reti   |        |
| ---------------- | ---------------- | ---------------- | ---------- | ---------- | --------------- | --------------- | --------------- | ------------------ | ------------------ | ------------------ | ----------- | ----------- | ----------- | ------ | ------ | ------ |
| 2013-2014        | Cloppenburg      | BL               | 22         | 5          | CG              | 2               | 0               | -                  | -                  | -                  | -           | -           | -           | 24     | 5      |        |
| 2014-2015        | Wolfsburg        | BL               | 19         | 6          | CG              | 5               | 2               | WCL                | 8                  | 1                  | -           | -           | -           | 32     | 9      |        |
| 2015-2016        | Wolfsburg        | BL               | 17         | 5          | CG              | 3               | 0               | WCL                | 5                  | 1                  | -           | -           | -           | 25     | 6      |        |
| 2016-2017        | Wolfsburg        | BL               | 12         | 1          | CG              | 4               | 1               | WCL                | 3                  | 1                  | -           | -           | -           | 19     | 3      |        |
| 2017-2018        | Wolfsburg        | BL               | 8          | 0          | CG              | 2               | 0               | WCL                | 4                  | 0                  | -           | -           | -           | 14     | 0      |        |
| Totale Wolfsburg | Totale Wolfsburg | Totale Wolfsburg | 46         | 12         |                 | 14              | 3               |                    | 20                 | 3                  |             | 0           | 0           | 90     | 18     |        |
| 2018-2019        | Roma             | A                | 19         | 2          | CI              | 4               | 1               | -                  | -                  | -                  | -           | -           | -           | 23     | 3      |        |
| 2019-2020        | Roma             | A                | 12         | 2          | CI              | 2               | 1               | -                  | -                  | -                  | -           | -           | -           | 14     | 3      |        |
| 2020-2021        | Roma             | A                | 15         | 0          | CI              | 7               | 0               | -                  | -                  | -                  | SI          | 0           | 0           | 22     | 0      |        |
| 2021-2022        | Roma             | A                | 14         | 1          | CI              | 4               | 1               | -                  | -                  | -                  | SI          | 0           | 0           | 18     | 2      |        |
| Totale Roma      | Totale Roma      | Totale Roma      | 60         | 5          |                 | 17              | 3               |                    | 0                  | 0                  |             | 0           | 0           | 77     | 8      |        |
| 2022-2023        | Zurigo           | WSL              | 19         | -          | CSF             | 5               | 0               | UWCL               | 9                  | 1                  | -           | -           | -           | 33     | 1      |        |
| 2023-2024        | Zurigo           | WSL              | 17         | -          | CSF             | 4               | 1               | UWCL               | 3                  | 1                  | -           | -           | -           | 24     | 2      |        |
| Totale Zurigo    | Totale Zurigo    | Totale Zurigo    | 36         | 0          |                 | 9               | 1               |                    | 12                 | 2                  |             | 0           | 0           | 57     | 3      |        |
| Totale carriera  | Totale carriera  | Totale carriera  | 159        | 22         |                 | 42              | 7               |                    | 32                 | 5                  |             | 0           | 0           | 233    | 34     |        |

## Palmarès

### Club

#### Competizioni nazionali
- Campionato svizzero: 4

Zurigo Seebach: 2007-2008
Zurigo: 2008-2009, 2009-2010, 2022-2023
- Coppa di Germania: 3

Wolfsburg: 2014-2015, 2015-2016, 2016-2017
- Campionato tedesco: 1

Wolfsburg: 2016-2017
- Coppa Italia: 1

Roma: 2020-2021

### Nazionale
- Cyprus Cup: 1

2017